# Next to Me
«Next to Me» —en español: «Cerca de mí»— es una canción de la cantante escocesa Emeli Sandé, lanzado como el tercer sencillo del álbum Our Version of Events, publicado 10 de febrero de 2012 para su descarga digital. La canción fue escrita por Sandé en colaboración con Hugo Chegwin y Harry Craze. 

## Video musical
El video musical para acompañar el lanzamiento de Next To Me fue lanzado en YouTube 18 de enero de 2012 con una longitud total de tres minutos y treinta segundos. El vídeo ha recibido más de 2,5 millones de visitas en YouTube en las primeras 3 semanas después de que se carga. Actualmente supera los 56 millones.

## En la cultura popular
La canción fue usada el comercial chileno de Top+Shoes de Paris y también fue incluida en la banda sonora de la segunda temporada de la teleserie de Canal 13 Soltera otra vez (segunda temporada). La canción fue interpretada por Rachel Berry (Lea Michele) y su madre, Shelby Corcoran (Idina Menzel), en el episodio de Glee "Sweet Dreams".

## Lista de canciones
- Digital download
(France, Germany and UK)[2][3][4]

1. "Next to Me" - 3:16

- Digital download - Sadek remix
(France only)[5]

1. "Next to Me" (featuring Sadek) - 2:54

- Digital remixes - European EP
(Germany, Ireland and Italy)[6][7][8]

1. "Next to Me" (Nu:Tone Remix) - 6:06
2. "Next to Me" (Mojam Remix) - 3:51
3. "Next to Me" (Dorian Remix) - 6:30
4. "Next to Me" (Next to Me in Bed Remix) - 3:59

- Digital download - Kendrick Lamar Remix
(UK and US)[9][10]

1. "Next to Me" (featuring Kendrick Lamar) - 3:55

- Digital remixes - American EP
(US-only)[11]

1. "Next to Me" (MOTi Remix) - 5:48
2. "Next to Me" (James Egbert Mixshow Edit) - 4:07
3. "Next to Me" (Manhattan Clique Mixshow Edit) - 4:26
4. "Next to Me" (MOTi BrightLight Mixshow Edit) - 4:06

## Posicionamiento en listas
| Listas (2012–2013)                     | Mejor posición |
| -------------------------------------- | -------------- |
| Alemania (Media Control AG)            | 21             |
| Australia (ARIA)                       | 14             |
| Austria (Ö3 Austria Top 40)            | 12             |
| Bélgica (Flandes) (Ultratop 50)        | 6              |
| Bélgica (Valonia) (Ultratop 50)        | 21             |
| Canadá (Canadian Hot 100)              | 43             |
| Dinamarca (Tracklisten)                | 28             |
| Escocia (Scottish Singles Sales Chart) | 1              |
| España (Top 100 Canciones)             | 36             |
| Estados Unidos (Billboard Hot 100)     | 25             |
| Estados Unidos (Mainstream Top 40)     | 17             |
| Estados Unidos (Hot R&B/Hip-Hop Songs) | 7              |
| Estados Unidos (Hot Dance Club Songs)  | 1              |
| Estados Unidos (Adult Top 40)          | 3              |
| Estados Unidos (Adult Contemporary)    | 10             |
| Finlandia (OFC)                        | 4              |
| Francia (SNEP)                         | 18             |
| Hungría (Rádiós Top 40)                | 3              |
| Irlanda (IRMA)                         | 1              |
| Israel (Media Forest)                  | 6              |
| Italia (FIMI)                          | 17             |
| Nueva Zelanda (Recorded Music NZ)      | 6              |
| Noruega (VG-lista)                     | 43             |
| Países Bajos (Dutch Top 40)            | 3              |
| Polonia (Polish Airplay Top 100)       | 4              |
| Reino Unido (UK Singles Chart)         | 2              |
| Suiza (Schweizer Hitparade)            | 24             |